# Steve Oedekerk
Steve Oedekerk est un scénariste, producteur, acteur et réalisateur américain né le 27 novembre 1961 à Los Angeles (Californie) ou Seattle (État de Washington).

## Filmographie

### comme scénariste
- 1987 : Smart Alex
- 1991 : High Strung
- 1995 : Ace Ventura en Afrique (Ace Ventura: When Nature Calls)
- 1996 : Le Professeur foldingue (The Nutty Professor)
- 1997 : Rien à perdre (Nothing to Lose)
- 1997 : steve.oedekerk.com (TV)
- 1998 : Docteur Patch (Patch Adams)
- 1999 : Thumb Wars : La Guerre des Pouces (TV)
- 2001 : The Godthumb
- 2001 : Bat Thumb
- 2001 : Jimmy Neutron, un garçon génial (Jimmy Neutron: Boy Genius)
- 2002 : Frankenthumb
- 2002 : The Blair Thumb (vidéo)
- 2002 : Kung Pow: Enter the Fist
- 2002 : Thumbtanic
- 2003 : Bruce tout-puissant (Bruce Almighty)
- 2007 : Evan tout-puissant (Evan Almighty)
- 2011 : Cowboys et Envahisseurs (Cowboys and Aliens)

### comme producteur
- 1997 : steve.oedekerk.com (TV)
- 1997 : Santa vs. the Snowman (TV)
- 1998 : Docteur Patch (Patch Adams)
- 1999 : Thumb Wars : La Guerre des Pouces (TV)
- 2001 : The Godthumb
- 2001 : Bat Thumb
- 2001 : Jimmy Neutron, un garçon génial (Jimmy Neutron: Boy Genius)
- 2002 : Frankenthumb
- 2002 : The Blair Thumb (vidéo)
- 2002 : Kung Pow: Enter the Fist
- 2002 : Thumbtanic
- 2002 : Juwanna Mann
- 2004 : Jimmy Neutron (The Adventures of Jimmy Neutron: Boy Genius)
- 2002 : Santa vs. the Snowman 3D
- 2003 : Bruce tout-puissant (Bruce Almighty)
- 2004 : The Jimmy Timmy Power Hour (TV)
- 2004 : Jimmy Neutron: You Bet Your Life Form (TV)
- 2006 : The Jimmy Timmy Power Hour 2: When Nerds Collide (TV)

### Comme acteur
- 1987 : Smart Alex : Alex
- 1988 : L'Amour au hasard (Casual Sex?) : Joey
- 1989 : The Vernonia Incident (vidéo)
- 1989 : La Fête à la maison (TV) épisode La chance de sa vie (Star Search) (TV) : lui-même
- 1991 : High Strung : Thane Furrows
- 1997 : Rien à perdre (Nothing to Lose) : le garde de sécurité Baxter
- 1997 : steve.oedekerk.com (TV)
- 1999 : Thumb Wars : La Guerre des Pouces (Thumb Wars: The Phantom Cuticle) (TV) : Loke Groundrunner / Beboobeep / Unwise Council Member / The Puppet / Gabba the Butt / Big Toe et Yes Man / Aunt Gonnabiteit (voix)
- 2001 : Bat Thumb : Wuce Bayne / Bat Thumb / Dumb Man / Beat Cop
- 2001 : The Godthumb
- 2002 : Frankenthumb : Pepper
- 2002 : The Blair Thumb (vidéo) : Vic / FrankenThumb / Hick Fisherman (voix)
- 2002 : Kung Pow: Enter the Fist : Chosen One / Dubbed Voices
- 2002 : Thumbtanic : Jake (voix)
- 2002 : Santa vs. the Snowman 3D : Girl (voix)

### comme réalisateur
- 1987 : Smart Alex
- 1995 : Ace Ventura en Afrique (Ace Ventura: When Nature Calls)
- 1997 : Rien à perdre (Nothing to Lose)
- 1997 : steve.oedekerk.com (TV)
- 1999 : Thumb Wars: The Phantom Cuticle (TV)
- 2002 : Kung Pow: Enter the Fist
- 2007 : La Ferme en folie (Barnyard)